# Kapitalentwicklungsfonds der Vereinten Nationen
Der Kapitalentwicklungsfonds der Vereinten Nationen (UNCDF) (engl.: United Nations Capital Development Fund) ist ein Nebenorgan der Vereinten Nationen. Er arbeitet eng mit dem Entwicklungsprogramm der Vereinten Nationen UNDP zusammen und fungiert als Sekretariat für die Better Than Cash Alliance zur Förderung der finanziellen Inklusion.
Der UNCDF wurde 1966 von der UN-Generalversammlung gegründet, um kleinere, gezielte Kapitalinvestitionen in Projekte zur Minderung der Armut in den am wenigsten entwickelten Ländern der Welt vorzunehmen. Die "Mikrofinanzierungen" betreffen Infrastrukturmaßnahmen, Frauen- und Kinderprojekte, sowie die Förderung kleiner industrieller und landwirtschaftlicher Anlagen.
Mit ihrem geringen jährlichen Budget von derzeit 40 Millionen US-Dollar sind sie weit hinter den Möglichkeiten der Weltbankgruppe.

## Exekutivdirektoren (Auswahl)
| Name         | Herkunft           | Dienstzeit        |
| ------------ | ------------------ | ----------------- |
| Judith Karl  | Vereinigte Staaten | von 2014 bis 2021 |
| Preeti Sinha | Schweiz            | seit 2021         |

## Nachweise
1. ↑  https://www.devex.com/news/exclusive-un-development-boss-placed-on-leave-104469 abgerufen am 6. Juli 2023